# Грабовецкая, Мария Александровна
Мария Александровна Грабовецкая (род. 10 апреля 1987, Кокчетав) — казахстанская тяжелоатлетка.

## Биография
Чемпионка Азии по тяжёлой атлетике среди молодёжи (2004).
В 2005 году выиграла чемпионат Азии в Дубае с суммой 255 кг.
Серебряный и бронзовый призёр чемпионата мира среди молодёжи (2007).
Серебряный призёр чемпионата мира (Прага, 2007);
На Олимпиаде-2008 в Пекине М. А. Грабовецкая в рывке подняла 120 кг, а в толчке — 150 кг. Сумма (270 кг) позволила ей быть третьей.
На Азиаде — 2010 в Гуанчжоу сумма 290 кг позволила также быть третьей.
На чемпионате Казахстана — 2012 сумма, показанная Марией, была равна 305 кг.

## Использование допинга
24 августа 2016 года Международная федерация тяжёлой атлетики сообщила о неблагоприятных результатах повторных анализов допинг-проб взятых у спортсменки на Олимпийских Играх в Пекине в 2008 году. В пробе были найдены анаболические стероидные препараты: Станозолол, Chlorodehydromethyltestosterone и Оксандролон.

## Награды
Награждена орденом «Кұрмет» (2008), Почётной грамотой Президента РК (2007). Почётный гражданин г. Кокшетау (2008). Заслуженный мастер спорта РК (2008).

## Вне спорта
Окончила Кокшетауский государственный университет им. Ш. Уалиханова (2008), юрист. В настоящее время обучается в Кокшетауском государственном университете им. Ш. Уалиханова, тренер по тяжёлой атлетике.
С 2004 года по настоящее время — инструктор по спорту при ДШНК города Астана. Воинское звание — лейтенант ДВД.